# Шельфовый ледник Ларсена
Шельфовый ледник Ла́рсена — шельфовый ледник у побережья Антарктического полуострова. Назван в честь норвежского капитана К. А. Ларсена, исследовавшего побережье Антарктического полуострова в 1893 году на судне «Ясон». Шельфовый ледник Ларсена состоял из трёх крупных ледников — Ларсен A, Ларсен B и Ларсен C, общей площадью со Словакию. Частично разрушен вследствие глобального потепления (к настоящему времени сохранился лишь ледник Ларсен C). Южнее находятся узкие ледники D, E, F и G.

Крупнейшие шельфовые ледники Антарктиды.
Росса (472960 км²)
Ронне-Фильхнера (422420 км²)
Эймери (62620 км²)
Ларсена (48600 км²)
Рисер-Ларсена (48180 км²)
Фимбул (41060 км²)
Шеклтона (33820 км²)
Георга VI (23880 км²)
Западный (16370 км²)
Уилкинса (13680 км²)

За последние полвека температура на юго-западе Антарктики, на Антарктическом полуострове, возросла на 2,5 °C. В 1995 году полностью разрушился ледник Ларсена А площадью 4000 км². Площадь ледника Ларсена B начиная с 50-х годов XX века сократилась с 12 000 до 2500 км². В 2002 году от ледника Ларсена B откололся айсберг площадью свыше 3250 км² и толщиной 220 м. Процесс разрушения занял всего 35 дней. До этого ледник оставался стабильным в течение 10 тысяч лет, с конца последнего ледникового периода. На протяжении тысячелетий мощность ледника уменьшалась постепенно, но во второй половине XX века скорость его таяния существенно увеличилась. Таяние ледника привело к выбросу большого количества айсбергов (свыше тысячи) в море Уэдделла.

### Ларсен С

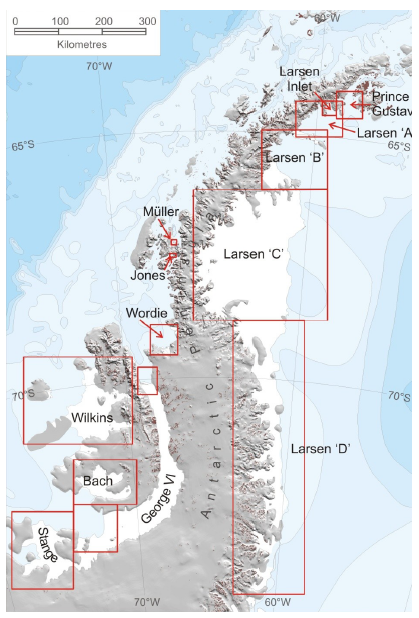
Ледник Ларсена

К началу июля 2017 года ледник имел площадь 44200 км².
В декабре 2016 года спутники НАСА зафиксировали новый разлом, который грозил полностью разрушить остатки ледника, он появился либо в 2015, либо в 2014 году. Трещина в леднике Ларсен C была на тот момент длиной 160 километров, шириной 3,2 километра и глубиной примерно в 500 метров. По прогнозу, после окончательного формирования разлома, должен был образоваться гигантский айсберг площадью около 6500 км², что и случилось спустя полгода.
Разлом быстро рос и с 10 по 12 июля 2017 года от ледника Ларсен С откололся айсберг, уменьшив его площадь на 12 процентов. Разлом, отделявший ледник от материковой части Антарктиды, достиг океана, сформировав айсберг толщиной до 200 м, площадью около 6 тысяч квадратных километров и массой около 1 трлн тонн.
По прогнозам, отделение этого айсберга ускорит движение береговых льдов. Сам шельфовый ледник Ларсена C находится на поверхности воды, и его разрушение не влияет на уровень мирового океана сразу, однако ускорение стока льда из наземных ледников позади Ларсена, до сих пор сдерживаемых им, может привести к повышению уровня воды на 10 см.